# Orbea verrucosa
Orbea verrucosa är en oleanderväxtart som först beskrevs av Francis Masson, och fick sitt nu gällande namn av Leslie Larry Charles Leach. Orbea verrucosa ingår i släktet Orbea och familjen oleanderväxter. Utöver nominatformen finns också underarten O. v. fucosa.